# Liste des étoiles du Chemin des étoiles de Cannes
 (avril 2024).
Cette liste répertorie les étoiles présentes sur le Chemin des étoiles de Cannes avec leur catégorie, leur emplacement et l'année de leur mise en place. 

## Liste des étoiles
| Année | Nom                   | Nationalité                       | Catégorie |
| ----- | --------------------- | --------------------------------- | --------- |
| 1984  | Gérard Depardieu      | France Russie Émirats arabes unis | Cinéma    |
| 1985  | Catherine Deneuve     | France                            | Cinéma    |
| 1986  | Johnny Hallyday       | France                            | Musique   |
| 1988  | Jean-Paul Belmondo    | France                            | Cinéma    |
| 1988  | Chuck Norris          | États-Unis                        | Cinéma    |
| 1988  | Luc Besson            | France                            | Cinéma    |
| 1988  | Ettore Scola          | Italie                            | Cinéma    |
| 1988  | Georges Lautner       | France                            | Cinéma    |
| 1990  | Akira Kurosawa        | Japon                             | Cinéma    |
| 1991  | Spike Lee             | États-Unis                        | Cinéma    |
| 1992  | Sharon Stone          | États-Unis                        | Cinéma    |
| 1992  | Julie Andrews         | Royaume-Uni                       | Cinéma    |
| 1993  | Sylvester Stallone    | États-Unis                        | Cinéma    |
| 1995  | Clint Eastwood        | États-Unis                        | Cinéma    |
| 2001  | Jodie Foster          | États-Unis                        | Cinéma    |
| 2002  | Cameron Diaz          | États-Unis                        | Cinéma    |
| 2022  | Emily Blunt           | Royaume-Uni États-Unis            | Cinéma    |
| 2023  | Sarah Michelle Gellar | États-Unis                        | Cinéma    |
| 2023  | Rachel Weisz          | Royaume-Uni États-Unis            | Cinéma    |
| 2023  | Rachel Brosnahan      | États-Unis                        | Cinéma    |
| 2024  | Yemi Alade            | Nigeria                           | Musique   |
| 2024  | Stewart Copeland      | États-Unis                        | Musique   |
| 2024  | Jean-Michel Jarre     | France                            | Musique   |
| 2024  | Ramzy Bedia           | France                            | Cinéma    |
| 2024  | Jamel Debbouze        | France Maroc                      | Cinéma    |
| 2024  | Kyle MacLachlan       | États-Unis                        | Cinéma    |